# Meshack Asare
Meshack Asare, född 1945, är en ghanansk barnboksförfattare, länge den enda afrikanska bilderboksförfattaren som var känd i väst.
Asare utbildade sig till lärare och konstnär i Kumasi, huvudstad i Ashantiregionen. Därefter har han studerat socialantropologi och pedagogik i både USA och England. Han är bosatt i London.
Asare debuterade 1968, och är översatt till ett flertal språk. Han har vunnit ett antal internationella priser, bland annat Unescos pris för bästa afrikanska barnbok för Tawai Goes to Sea (1970, på svenska Tawais kanot, 1984) och Noma Award for Publishing in Africa för The Brassman's Secret (1981, på svenska Bronsgubbens hemlighet, 1985), om de bronsvikter som ashantifolket använde för att väga guld. 1997 års Sosu's Call handlar om en handikappad pojke, och utsågs 2003 till en av de tolv viktigaste böckerna från Afrika under 1900-talet av en internationell jury. Den valdes även fram som en av de tre främsta afrikanska barnböckerna vid Harares bokmässa 2002.
Asare illustrerar själv sina böcker, och använder ofta träsnitt eller svart tusch på brunt papper. 

## Verk i urval
- 1968 - I Am Kofi
- 1970 - Tawia Goes to Sea (Taiwas kanot, 1984, övers. Ulla Forsén)
- 1981 - The Brassman's Secret (Bronsgubbens hemlighet, 1985 (2010), övers. Monica Stein)
- 1984 - Cat in Search of a Friend (Katten söker en vän, 1985, övers. Ulla Forsén)
- 1984 - Chipo and the Bird on the Hill: A tale of ancient Zimbabwe (Chipo och fågeln på berget, 1987, övers. Ulla Forsén)
- 1997 - Sosu's Call
- 2022 - Noma's Sand: A Tale from Lesotho